# Orbe (Vaud)
Orbe (Latim: Urba; Alemão: Orbach) é um comuna do cantão Vaud, da Suíça. A cidade fica sobre o Rio Orbe e possui cerca de 5.100 habitantes. 
A cidade possui uma fábrica de café pertencente à Nestlé que produz "Nespresso", um museu de marionetes, ruínas de igreja góticas e mosaicos romanos.
Os mosaicos romanos são compostos de várias centenas de peças sobre o chão de um local que já foi parte de uma casa de campo romana extrememante grande, pertencente a um rico latifundiário desconhecido. A casa foi construída em aproximadamente 160 e abandonada por volta do ano de 270.